# ساخن (ألبوم إينا)
ساخن (بالإنجليزية: Hot)‏ هو الألبوم الأول للمغنية الرومانية إينا، وقد أصدر في بولندا في 4 أغسطس 2009 وفي روسيا في 22 سبتمبر 2009 من قبل شركة روتون للتسجيلات.
عدد النسخة القياسية للألبوم تحتوي على 10 أغاني في حين أن النسخة المخصصة للسوق الرومانية تحتوي على 12 أغنية من بينها أغنية 10 دقائق، حقق الألبوم نجاحا في أنحاء العالم بحيث تم بيع 120,000 نسخة في فرنسا، 80000 نسخة في هولندا، 50,000 نسخة في المكسيك، 35000 نسخة في بلجيكا، 30,000 نسخة في بولندا، 20000 نسخة في رومانيا، 15,000 نسخة في المجر، وحوالي 20,000 نسخة في المملكة المتحدة. في الولايات المتحدة وكندا تم بيع أقل من 10,000 نسخة في شهر سبتمبر من عام 2011. وعموما، فإن الألبوم بيعت منه أكثر من مليون نسخة في جميع أنحاء العالم.

## روابط خارجية
- ساخن على موقع أول موفي (الإنجليزية)